# Prix des libraires
Prix des libraires är ett franskt litteraturpris som delas ut årligen till en roman skriven på franska. Priset har funnits 1955. Det delas ut av de franska bokhandlarnas förbund, Fédération française syndicale de la librairie (FFSL). Omkring fem tusen bokhandlare i Frankrike, men även i de franskspråkiga delarna av Schweiz, Belgien och Kanada, deltar i omröstningen per post.

## Lista över mottagare

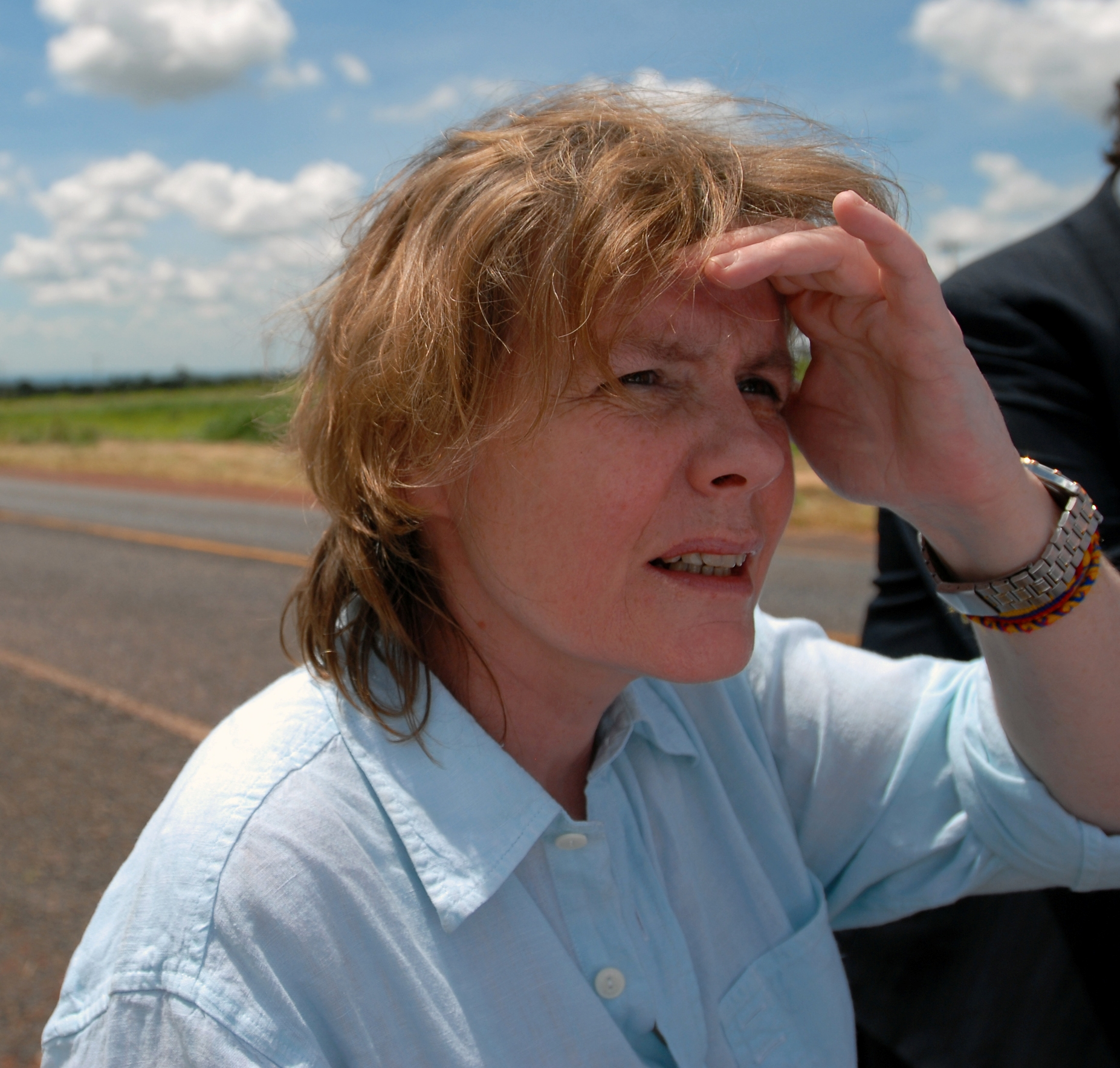
Fred Vargas fick Prix des libraires 2002 för romanen Budbäraren (Pars vite et reviens tard). Foto från 2009.

Följande romaner har tilldelats Prix des libraires sedan 1955:
- 1955: Michel de Saint-Pierre, Aristokraterna (Les Aristocrates)
- 1956: Albert Vidalie, La Bonne Ferte
- 1957: Françoise Mallet-Joris, Lögnerna (Les Mensonges)
- 1958: Jean Bassan, Nul ne s'évade
- 1959: Georges Bordonove, Deux cents chevaux dorés
- 1960: Georges Conchon, La Corrida de la victoire
- 1961: Andrée Martinerie, Les Autres Jours
- 1962: Jean Anglade, La Foi et la Montagne
- 1963: José Cabanis, Les Cartes du temps
- 1964: Pierre Moinot, Le Sable vif
- 1965: Jacques Peuchmaurd, Le Soleil de Palicorna
- 1966: Jacques Perry, Vie d'un païen
- 1967: Catherine Paysan, Les Feux de la Chandeleur
- 1968: Paul Guimard, Livets småsaker (Les Choses de la vie)
- 1969: René Barjavel, I tidernas gryning (La Nuit des temps)
- 1970: Georges-Emmanuel Clancier, L'Éternité plus un jour
- 1971: Anne Hébert, Kamouraska
- 1972: Didier Decoin, Abraham de Brooklyn
- 1973: Michel Del Castillo, Le Vent de la nuit
- 1974: Michèle Perrein, Le Buveur de Garonne
- 1975: Herbert Le Porrier, Le Médecin de Cordoue
- 1976: Patrick Modiano, Villa Triste (Villa triste)
- 1977: Pierre Moustiers, Un crime de notre temps
- 1978: Jean Noli, La Grâce de Dieu
- 1979: Christiane Singer, La Mort viennoise
- 1980: Claude Michelet, Des grives aux loups
- 1981: Claude Brami, Le Garçon sur la colline
- 1982: Serge Lentz, Les Années-sandwiches
- 1983: Serge Bramly, La Danse du loup
- 1984: Guy Lagorce, Le Train du soir
- 1985: Christian Dedet, La Mémoire du fleuve
- 1986: Robert Mallet, Ellynn
- 1987: Jacques Almira, La Fuite à Constantinople
- 1988: Yves Simon, Le Voyageur magnifique
- 1989: Michel Chaillou, La Croyance des voleurs
- 1990: Claude Duneton, Rires d'homme entre deux pluies
- 1991: Michelle Schuller, Une femme qui ne disait rien
- 1992: Ève de Castro, Ayez pitié du cœur des hommes
- 1993: Françoise Xénakis, Attends-moi
- 1994: Isabelle Hausser, Nitchevo
- 1995: Anne Cuneo, Le Trajet d'une rivière : la vie et les aventures parfois secrètes de Francis Tregian, gentilhomme et musicien
- 1996: Gilbert Sinoué, Le Livre de Saphir
- 1997: Philippe Delerm, Sundborn eller Dagar av ljus (Sundborn ou les Jours de lumière)
- 1998: Jean-Guy Soumy, La Belle Rochelaise
- 1999: Marc Dugain, La Chambre des officiers
- 2000: Jean-Pierre Milovanoff, L'Offrande sauvage
- 2001: Pierre Assouline, Double vie
- 2002: Fred Vargas, Budbäraren (Pars vite et reviens tard)
- 2003: Laurent Gaudé, La Mort du roi Tsongor
- 2004: François Vallejo, Groom
- 2005: Éric Fottorino, Korsakov
- 2006: Yasmina Khadra, Efter attentatet (L'Attentat)
- 2007: Muriel Barbery, Igelkottens elegans (L'Élégance du hérisson)
- 2008: Delphine de Vigan, No och jag (No et moi)
- 2009: Dominique Mainard, Pour vous
- 2010: Laurent Mauvignier, Des hommes
- 2011: Victor Cohen Hadria, Les Trois Saisons de la rage
- 2012: Virginie Deloffre, Léna
- 2013: Yannick Grannec, La Déesse des petites victoires
- 2014: Valentine Goby, Kinderzimmer
- 2015: Léonor de Récondo, Amours
- 2016: Thomas B. Reverdy, Il était une ville
- 2017: Cécile Coulon, Trois saisons d'orage